# M-Lab
M-Lab (Laboratorium voor Muziektheater) was een in Amsterdam gevestigde theaterproducent, opgericht in 2007. M-Lab beschikte over een eigen theaterzaal gelegen in Amsterdam-Noord aan de oever van het IJ.

## Initiatief en leiding
M-Lab was een idee van Joop van den Ende en zijn vrouw Janine en werd in eerste instantie (financieel) gesteund door de VandenEnde Foundation en de gemeente Amsterdam en later ook door het ministerie van Onderwijs, Cultuur en Wetenschappen. De artistieke leiding was tot 1 juni 2011 in handen van Koen van Dijk, die van vele producties de regisseur en/of vertaler was.

## Doel
M-Lab heeft zich ten doel gesteld producties te brengen die inhoudelijk of artistiek interessant zijn, maar die de grote commerciële producenten niet oppakken. Daarnaast is M-Lab een proeftuin om nieuwe Nederlandstalige producties op kleine schaal uit te proberen, waarbij zowel het publiek, als ook de makers een nieuwe vorm van musicaltheater ziet én ervaart.  Bij succes kunnen die initiatieven door een grote producent worden opgepakt om deze landelijk te programmeren in een theaterseizoen. In Londen kent het theater Donmar Warehouse een vergelijkbare doelstelling, M-Lab is hiernaar gemodelleerd.
Om het genre in de breedte te kunnen vernieuwen, werkt M-Lab niet met een vast ensemble of vaste regisseurs, schrijvers of componisten. Een wisselend creatief team zoekt steeds de grenzen op met als constante de artistiek leider, die op de hoogte is van de laatste ontwikkelingen binnen toneel, opera, muziektheater, kleinkunst, pop en dans, en per productie makers – uit verschillende disciplines – bij elkaar zoekt.

## Producties

### Seizoen 2007 - 2008
- Into the Woods - met onder anderen Vera Mann, René van Kooten en Freek Bartels
- De Vliegende Hollander - met onder anderen Henk Poort, René van Kooten en Doris Baaten
- Ganesha, een perfecte God - met onder anderen Ellen Pieters, Frédérique Sluyterman van Loo en Jan Schepens
- De Gebroeders Leeuwenhart - met onder anderen Lottie Hellingman en muziek van Tjeerd Oosterhuis
- 169 huis
- IMPACT - geschreven door Daniël Cohen met onder anderen Joanne Telesford, Ivo Chundro, Job Bovelande en Jeannine la Rose
- Bingo!
- Joe, de hemel kan wachten - met onder anderen Dennis ten Vergert

### Seizoen 2008 - 2009
- The Wild Party - met onder anderen Lone van Roosendaal en Anouk van Nes
- Colors
- De Gebroeders Leeuwenhart (reprise)
- Nu
- De Deadline
- No Way to treat a Lady - met Wim Van Den Driessche, Brigitte Nijman, Remko Vrijdag en Frédérique Sluyterman van Loo

### Seizoen 2009 - 2010
- Urinetown - met onder anderen Suzan Seegers, René van Kooten, Noortje Herlaar, Frédérique Sluyterman van Loo en Jamai Loman.
- De Geheime Tuin - met onder anderen Karin Bos, Martin van der Starre en Maike Boerdam.
- De Koningin van Paramaribo
- Sondheim 80 Festival: Happy Birthday mr. Sondheim
- Onder Moeders Vleugels - Nederlandstalige Bewerking van de roman Little Women
- Sondheim 80 Festival: Sondheim in Songs - met Freek Bartels, Stanley Burleson, Simone Kleinsma en Céline Purcell
- Sondheim 80 Festival: Lost in Translation - Origineel en vertaling worden vergeleken - met Marleen van der Loo en Rein Kolpa
- Sondheim 80 Festival: A Funny Thing Happened on the Way to the Forum - met onder anderen Jon van Eerd en Milan van Weelden
- Sondheim 80 Festival: Sondheim Singalong - met Marleen van der Loo en Jeroen Phaff
- Sondheim 80 Festival: Sunday in the Park with George - met onder anderen Alex Klaasen.

### Seizoen 2010 - 2011
- Sondheim 80 Festival: Into the Woods (on tour) - met onder anderen Lone van Roosendaal, Filip Bolluyt en Remko Vrijdag
- De Boot en het Meisje
- Harem
- Krabat en het Meisje dat kon Zingen
- Stationsstraat 169 huis (on tour)
- Spring Awakening - met onder anderen  Ad Knippels, Henriëtte Tol, Michelle van de Ven en Ton Sieben
- Festival 50 Jaar musical in Nederland: Maria - met onder anderen Bill van Dijk, Brigitte Heitzer, Jamai Loman en Carolina Mout
- Festival 50 Jaar musical in Nederland: Cyrano - met onder anderen Ianthe Tavernier
- Festival 50 Jaar musical in Nederland: Broadway in de Polder
- Festival 50 Jaar musical in Nederland: De Engel van Amsterdam - met onder anderen Suzan Seegers

### Seizoen 2011 - 2012
- Festival 50 Jaar musical in Nederland: The Wild Party - met onder anderen Ara Halici, Vera Mann, en Ellen Evers
- Asterdorp
- Terugkeren
- De Winnaar - met onder anderen Jamai Loman
- De Boot en het Meisje (on tour)
- Who's afraid of Woody Allen?
- Grand Hotel - met onder anderen Ad Knippels, Jamai Loman en Tony Neef
- Ja Zanna Nee Zanna

### Seizoen 2012 - 2013
- Shakespeare in Concert
- Kiss me Kate - met Guus Bok, Wim Van Den Driessche, Na-Young Jeon en Frédérique Sluyterman van Loo
- Een Wintersprookje
- Otis - met onder anderen Céline Purcell en Jacqueline Boot

### Seizoen 2013 - 2014
- CIRCUS - met onder anderen Lottie Hellingman, David Lucieer en Daniël Boissevain
- Een Wintersprookje
- Het Grote Geluk

### Seizoen 2014 - 2015
- The Last 5 Years - met William Spaaij en Michelle van der Ven
- Roald Dahl's De Heksen - met Inge Ipenburg, Joost Kramer en Dook van Dijck
- Rent -  met Jim de Groot, Maarten Smeele, Ruud van Overdijk, Li-Tong Hsu, Amir Vahidi, Mitch Wolterink, John ter Riet, Renee de Gruijl en Jeske van de Staak
- Dogfight - met Jeffrey Italiaander, Eline de Jong, Iris Oppatja, Rhona Roode, Marie Korbl, Luuk Melisse, Silencio Pinas, Stef van Gelder, Ruben van Keer en Jorrit de Vries

### Seizoen 2015 - 2016
- Reprise Rent- met Jim de Groot, Maarten Smeele, Ruud van Overdijk, Li-Tong Hsu, Amir Vahidi, Mitch Wolterink, Jeroen Robben, Desi van Doeveren en Jeske van de Staak